# Stern-Apotheke (Münster)

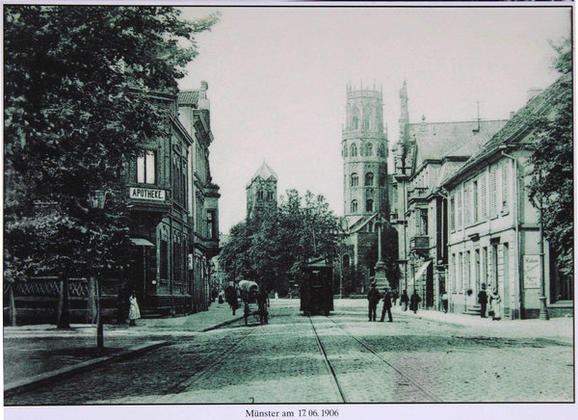
Die Stern-Apotheke 1906

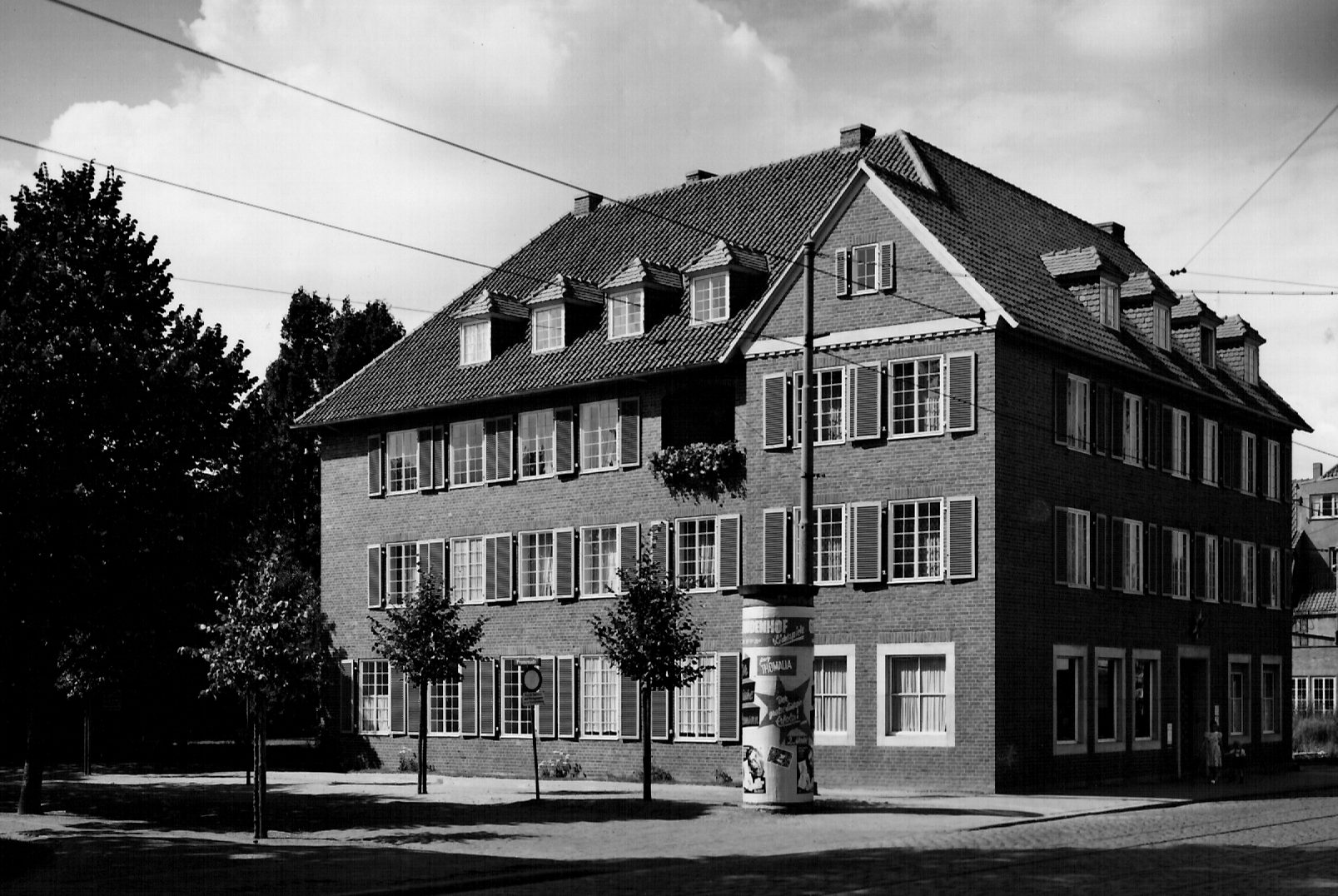
Das Haus nach Wiederaufbau 1951

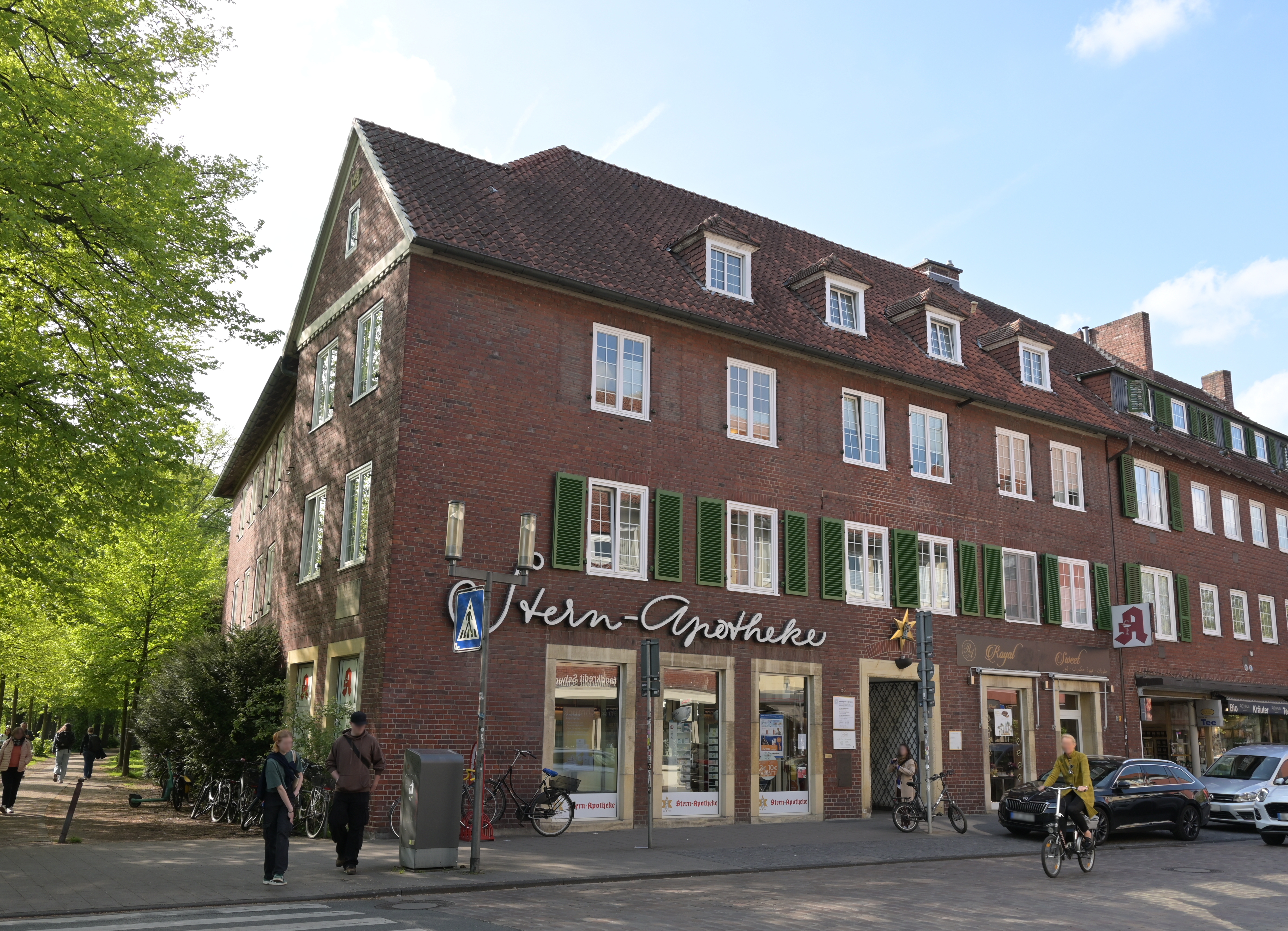
Die Stern-Apotheke 2025

Die Stern-Apotheke in Münster ist eine der ältesten Apotheken der Stadt.

## Geschichte
Ursprünglich war die am 1. Februar 1658 gegründete Apotheke im Besitz der Stadt. Der erste Apotheker hieß Johann Sundermann. Das Haus, in dem sich die Apotheke befand, stand an der Ecke zwischen der Ludgeristraße und der Promenade, wo sich einst auch das Schützenhaus der alten Gesellschaft der Großen Schützen befand. Diese Gesellschaft war 1557 gegründet worden und verlegte ihr Quartier 1787 in die Schützenstraße. Die Stern-Apotheke dagegen blieb an Ort und Stelle. 
Bei Luftangriffen auf Münster im Zweiten Weltkrieg  wurde das Haus zerstört; der damalige Pächter Hermann Brüning kam mit den Überresten der Medikamente zunächst in der Nachbarschaft, später im Bahnhofsbunker unter. 1951 gelang es ihm, das Trümmergrundstück zu erwerben, wo er dann mit dem Architekten Heinrich Bartmann die Apotheke wiedererrichtete. Das damals errichtete Haus steht heute unter Denkmalschutz. 1968 übernahm Hermann Brünings Sohn Helmut die Apotheke, 2004 ging sie in die Hände von Cajus Brüning über.